# Юлон Гагошидзе
Юлон Гагошидзе (на грузински: იულონ გაგოშიძე) е грузински археолог, учен и политик. Бил е държавен министър по въпросите на диаспората в правителството на Грузия от ноември 2007 г. до декември 2009 г., когато е преместен да ръководи наскоро създадения Археологически изследователски център към администрацията на президента. Като учен Гагошидзе е известен предимно със своите разкопки в Дедоплис Миндори и проучвания на мощите на Ахеменидско царство в Грузия.
Гагошидзе е роден на 17 юли 1935 г. в Тбилиси, Грузинска ССР (днес Грузия), СССР. През 1958 г. завършва Тбилиския държавен университет и докторска степен през 1985 г. От 1968 г. Гагошидзе ръководи различни археологически експедиции в Израел, Кипър, Азербайджан, долината на река Ксани в Грузия, Самадло, Дедоплисцкаро и други населени места. През 1991 г. служи като ръководител на местната администрация (префект) на Мцхета. По-късно, от 2004 до 2005 г. е член на градския съвет на Тбилиси. От 2007 до 2009 г. Гагошидзе е министър по въпросите на диаспората в администрацията на Михаил Саакашвили.